# 휴 매크래컨
휴 매크래컨(영어: Hugh McCracken, 1942년 3월 31일 ~ 2013년 3월 28일)은 뉴욕 시를 기반으로 활동한 미국의 록 기타리스트이자 세션 음악가였다. 주로 기타 연주와 하모니카 연주자로 알려져 있고, 이외에 편곡자이자 제작자였다. 2013년 70세의 나이로 사망했다.